# IC 3605
IC 3605 ist eine lichtschwache, irreguläre Zwerggalaxie vom Hubble-Typ Sd/Irr im Sternbild Coma Berenices am Nordsternhimmel. Sie ist schätzungsweise 60 Millionen Lichtjahre von der Milchstraße entfernt und hat einen Durchmesser von etwa >10.000 Lichtjahren.
Im selben Himmelsareal befindet sich u. a. die Galaxie NGC 4561.
Das Objekt wurde am 7. Mai 1904 von Royal Harwood Frost entdeckt.